# غواص ديكارتي
الغواص الديكارتي أو غواص ديكارت أو الشيطان الديكارتي (بالإنجليزية: Cartesian diver) هو تجربة علمية كلاسيكية، سُميت نسبةً للعالم رينيه ديكارت، الذي وضّح مبادئ ومفاهيم الطفو (مبادئ أرخميدس للطفو) وقانون الغازات المثالية. ويُقال أن رينيه ديكارت هو مُبتكر هذه التجربة.[بحاجة لمصدر]

## الوصف التجريبي
تتطلب تجربة الغواص الديكارتي قنينة كبيرة الحجم وممتلئة بالماء من الداخل، حيث يُوضع الغوّاص، وهو أنبوب مُصمت، يُستخدم فيه غالباً قصبة المص وتُغلق أطرافها، مع ضمان وجود كمية كافية من الهواء لعدم انغمارها، وبحيث تكون القصبة بشكل رأسي حيث يكون جزؤها العلوي على سطح الماء؛ يسمى هذا الأمر الطفو المُحايد، بعد التأكد من وصول القشّة إلى هذه المرحلة توضع في قنينة الماء بعد ملئها بالكامل ومن ثُم تُغلق القارورة بإحكام مع التأكد من عدم وجود هواء في أعلاها.
تحدث عملية الغوص عند ضغط الجزء المرن من القنينة إلى الداخل، مما يؤدي إلى زيادة الضغط داخل القنينة، مُؤديّاً إلى انغمار الغواص إلى أسفل القنينة إلى أن يُزال الضغط عنها فيرتفع الغوّاص مرة أخرى إلى السطح. في حال كون القنينة صلبة، كالقنينة الزجاجية، فإنه يُمكن الضغط على السدادة المرنة بأعلى القنينة إلى الداخل.
يطفو الغواص إلى سطح الماء نتيجة وجود هواء كافٍ في الغواص لجعله يطفو للأعلى. ونتيجةً لقاعدة باسكال، فإن ضغط وعاء مُحكم الإغلاق يزيد ضغط الهواء بداخلها، فعند زيادة ضغط الماء السائل الذي لا يُمكن انضغاطه، تبدأ جزيئات الماء بضغط الهواء المُذاب فيها وتقليل حجمه إلى أن يصل لمرحلة لا يُمكن ضغطه، ومع ازدياد الضغط على جزيئات الماء تبدأ بزيادة الضغط على الهواء الموجود داخل الغواص فيقل حجمه. حجم الهواء بشكل عام داخل القنينة قد انخفض بينما لا زال حجم الماء ثابتاً، الانخفاض في حجم الهواء مع بقاء كتلته ثابتة يؤدي إلى زيادة في الكثافة (طبقاً لقانون الكثافة)، لذا فإن كثافة الغوّاص الكلية ارتفعت مع ارتفاع كثافة الهواء بداخلها مؤديّاً إلى انغماره. وعند زوال قوى الضغط يعود الهواء ليتمدد فتنخفض كثافته، وبالمثل فإنه يطفو مرةً أخرى.

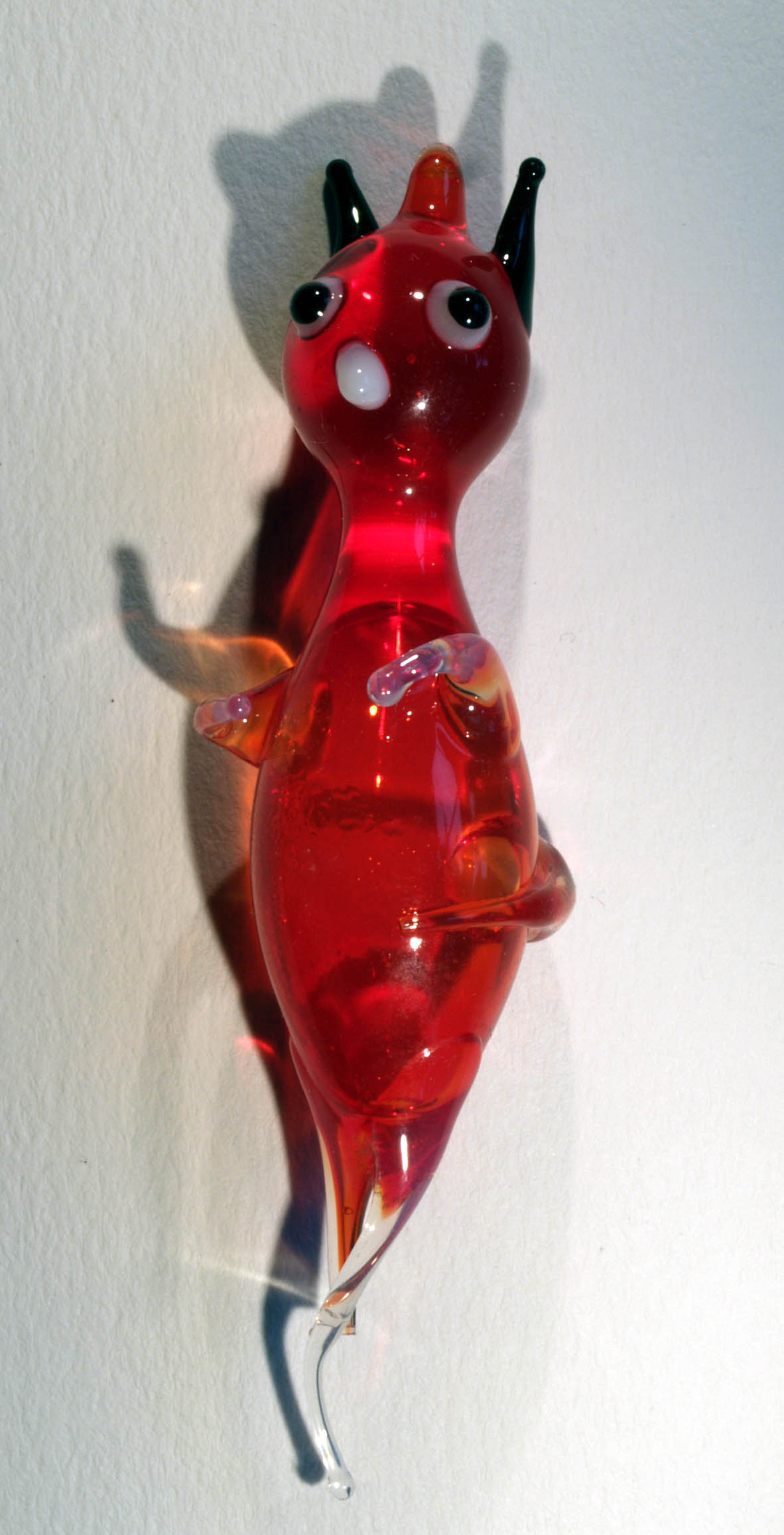
تطبيق تجربة الغواص الديكارتي في لعبة زجاجية مصنوعة يدوياً من لاوشا، غابة تورينغن.

## استعمالات أخرى
تستعمل هذه التجربة مع مفاهيم الطفو لعمل لُعب صغيرة، تُسمى براقصي الماء أو شياطين الماء. يُستعمل فيه نفس المبدأ تماماً ولكن باختلاف الغواص نفسه، حيث توضع محله أجسام مُزيّنة تجذب أنظار الأطفال.
أُعطيت غواصات بلاستيكي في علب رقائق الذرة البريطانية على أنها هدية مجانية في خمسينات القرن العشرين، ومن ثم أصدرت نُسخة حديثة من اللَعَب باسم «توني الغوّاص» من قبل رقائق ذرة كلوقز، وتوني النمر، في الثمانينيات. 

## وصلات خارجية
- Cartesian Diver - Sick Science على اليوتيوب.
- Easy way to make a Cartesian diver - Thomas Kim على اليوتيوب.
- Soda Bottle Diver, Cartesian Diver - Sick Science على اليوتيوب.
- How To Make A Cartesian Diver على اليوتيوب.
- Cartesian diver - physics experiment على اليوتيوب.